# سياوش قميشي
سياوش قميشي (بالفارسية: سیاوش قمیشی)؛ (11 يونيو 1945، الأهواز) موسيقي ومغني وكاتب أغاني إيراني. درس الموسيقى في لندن حيث حصل على درجة الماجستير، غادر إيران عام 1978، ويعيش الآن في لوس أنجلوس، الولايات المتحدة، قام بتأليف أغاني لفنانين مثل: إبراهيم حامدي، نصرالله معين، عارف، منصور، ليلى فروهر، شهرة صولتي وغيرهم على مدى العقود الأربعة الماضية.

## وصلات خارجية
- سياوش قميشي على موقع IMDb (الإنجليزية)
- سياوش قميشي على موقع ميوزك برينز (الإنجليزية)
- سياوش قميشي على موقع ديسكوغز (الإنجليزية)